# Марко Джуришич
Марко Джуришич (серб. Марко Ђуришић / Marko Đurišić, нар. 17 липня 1997, Белград) — сербський футболіст, півзахисник чорногорського клубу «Морнар».
Виступав також за клуби «Воєводина» та «Біркіркара».
Чемпіон Латвії.

## Ігрова кар'єра
Народився 17 липня 1997 року в місті Белград. Вихованець юнацьких команд футбольних клубів «Новий Сад» та «Воєводина».
У дорослому футболі дебютував 2016 року виступами за команду «Пролетер», у якій того року взяв участь у 10 матчах чемпіонату. 
Своєю грою за цю команду привернув увагу представників тренерського штабу клубу «Воєводина», до складу якого приєднався 2016 року. Відіграв за команду з Нового Сада менше одного року своєї ігрової кар'єри.
Того ж повернувся до клубу «Пролетер» на орендних умовах. Цього разу провів у складі його команди один сезон. 
З 2017 року один сезон захищав кольори клубу «Мачва». 
З 2018 року один сезон захищав кольори клубу «Динамо» (Вранє).  Більшість часу, проведеного у складі «Динамо» (Вранє), був основним гравцем команди.
Протягом частини 2019 року знову захищав кольори клубу «Воєводина». 
З 2020 року один сезон захищав кольори клубу «Рига». Граючи у складі «Риги» також здебільшого виходив на поле в основному складі команди.
Протягом 2022 року захищав кольори клубу «Вождовац».
З 2022 року один сезон захищав кольори клубу «Раднички» (Ниш). 
З 2023 року один сезон захищав кольори клубу «Біркіркара». 
До складу клубу «Морнар» приєднався 2024 року. Станом на 4 червня 2025 року відіграв за клуб з Бара 45 матчів у національному чемпіонаті.

## Титули і досягнення
- Чемпіон Латвії (1):

«Рига»: 2020